# Артемковская
Артемковская — деревня в Вельском районе Архангельской области. Относится к  Пакшеньгскому сельскому поселению.

## География
Расположена деревня в 30 км к северу от райцентра Вельск, менее, чем в 1 километре от административного центра Пакшеньгского сельского поселения, деревни Ефремковская. Ближайшие населённые пункты: на западе — Кулаково-Подгорье, на юге — Ефремковская.
Часовой пояс
Артемковская, как и вся Архангельская область, находится в часовой зоне МСК (московское время). Смещение применяемого времени относительно UTC составляет +3:00.

## Население
| 2002 | 2010 | 2012 | 2014 |
| ---- | ---- | ---- | ---- |
| 55   | ↘44  | ↘41  | ↗57  |

## История
Указана в «Списке населённых мест по сведениям 1859 года» в составе Вельского уезда Вологодской губернии как «Артемковский починок(Шаманино)». Насчитывала 12 дворов, 36 мужчин и 43 женщины.
В материалах оценочно-статистического исследования земель Вельского уезда упомянуто, что в 1900 году в административном отношении деревня входила в состав Пакшинского сельского общества Устьвельской волости. На момент переписи в селении Шаманино(Артемковский починок) находилось 19 хозяйств, в которых проживало 56 жителей мужского пола и 58 женского.

## Инфраструктура
Предприятия, расположенные на территории деревни (со среднесписочной численностью работников) на 1 января 2014 года:
- ООО "Заря" (5).

В деревне расположена электрическая подстанция производственного отделения «Вельские электрические сети» ПС 35/10 № 217 Ефремковская, питающая все населённые пункты муниципального образования «Пакшеньгское». Введена в эксплуатацию в 1978 году, оснащена двумя трансформаторами 1.6 МВА.